# Агарцин (село)
Агарци́н (арм. Հաղարծին) — село в Тавушской области, расположенное на северо-востоке Армении. Высота над уровнем моря от 980-1050 м. Среди 953 сел Армении, Агарцин по численности занимает 23-е место .

## История
Село было основано 11 августа 1815 года переселенцами из села Ачаджур (7 семей: Тамразяны, Агаджаняны, Оганесяны и т.д.).
Ачаджурские переехали из Арцаха: с. Дрмбон (арм. Դրմբոն), с. Ванк (арм. Վանք) и с. Тизак (арм. Տիզակ(Դիզակ)). Первоначально село называлось Джархеч (Опора Джара, хеч с армянского - опора), в честь сына Умека Джара-Вахтангяна (арм. Տանգիկ, княжеского рода Араншахик и Арцруни), правнука  Джалал Дола (арм. Ջալալ Դոլա) - Айказ Арцруни (арм. Հայկազ Արծրունի) - Вахтангяна (Араншахик и Арцруни).

## География
Село расположено в 11 км к северо-востоку от Дилижана и в 23 км к юго-востоку от Иджевана, на левом берегу реки Агстев в Дилижанском заповеднике. В 2 км к западу находится село Техут, а в 6 км к северо-востоку село Овк.На северо-востоке села находится гора Աբեղաքար (Абехакар - 2050 м) Миапорского горного хребта. Через село проходит трасса, соединяющая Иджеван и Берд с Дилижаном, Разданом, Ванадзором и Ереваном.На правом берегу реки Агстев(в переводе с др.армянского-Поток),есть армянские дохристианские захоронения VI века до н.э. При царе Аргишти I ((786 – 764 гг. до н.э.) территория Агарцина и реки Агстев была известна под названием Алишту согласно царской Хорхорской летописи найденной у горы Хорхор - (ныне у г. Ван).Во время правления царя Арташеса I Барепашта,из династии арташисянов,территория Агарцина входила в состав гавара Варажнунинк (арм. Վարաժնունիք) Айраратской провинции (арм. աշխարհ)- со столицей в г.Овк (арм. Հովք). Река Агстев у древних авторов была известна под названием Լոփնաս(Լոգնաս)- Лопнас. Территория села граничит с Миапорским хребтом (высота - 2993 м). На востоке села две речки - Халкарагет (арм. Խալքար, Ձնաջուր) и Ксанджур (арм. Քսանջուր (Քռսնաջուր)). У села находится гора Ехегнасар, самое высокое на данной территории - 2669,7 м. На территории села сохранились руины храма Сурб Аствацадзин (св. Богородицы), построенного в 1846 году, одним из основателей которого был священник Воскан. Храм действовал до Великой Отечественной войны. В окрестностях села есть разрушенные христианские скиты-матуры. На левом берегу р. Агстев у подножия горы Сарикар (2170 м) расположена историческая местность - царский привал (Тагнисти блур-Холм королевской остановки-отдыха) на дороге Эчмиадзин - Санаин 5 км от села.

## Этимология слова
Агарцин (арм. Հաղարծին-Հաղ) в переводе с армянского - Единородный. До 2 марта 1940 года называлось Джархеч, (арм. Ջարխեչ) с 1940 года по 3 апреля 1991 именовалось Куйбышев в честь советского политического деятеля Валериана Куйбышева. Село начало развиваться 1960-х годах, при Матевосе Хачатуровиче Тамразяне, а в 1970-х годах при Бабкене Сергеевиче  Арзуманяне хозяйство достигло наибольшего развития во всех отраслях. С обретением независимости республики село было переименовано по названию своего монастыря. Главой сельской общины является Геворг Юрьевич  Тамразян.

## Дополнительно
В 2008 году через реку Агстев возле села был построен мост. Вокруг села есть месторождения железа (добыча велась в XIX веке) и алюминиевых бокситов. Природа красивейшая - лесогоры. Среди достопримечательностей села гора Абехакар (ныне Апакекар) , прекрасное место отдыха озеро Парз, в лесной чаще.В реках есть много разновидностей рыбы, но самые ценные - мурци и кармрахайт. В окрестностях села Агарцин есть залежи  оригинальных и красивых минералов. Интересен разноцветный конгломерат. Ещё в советское время его экспортировали за рубеж.Во время русско-персидской войны (1804—1813) там проходили военные действия.

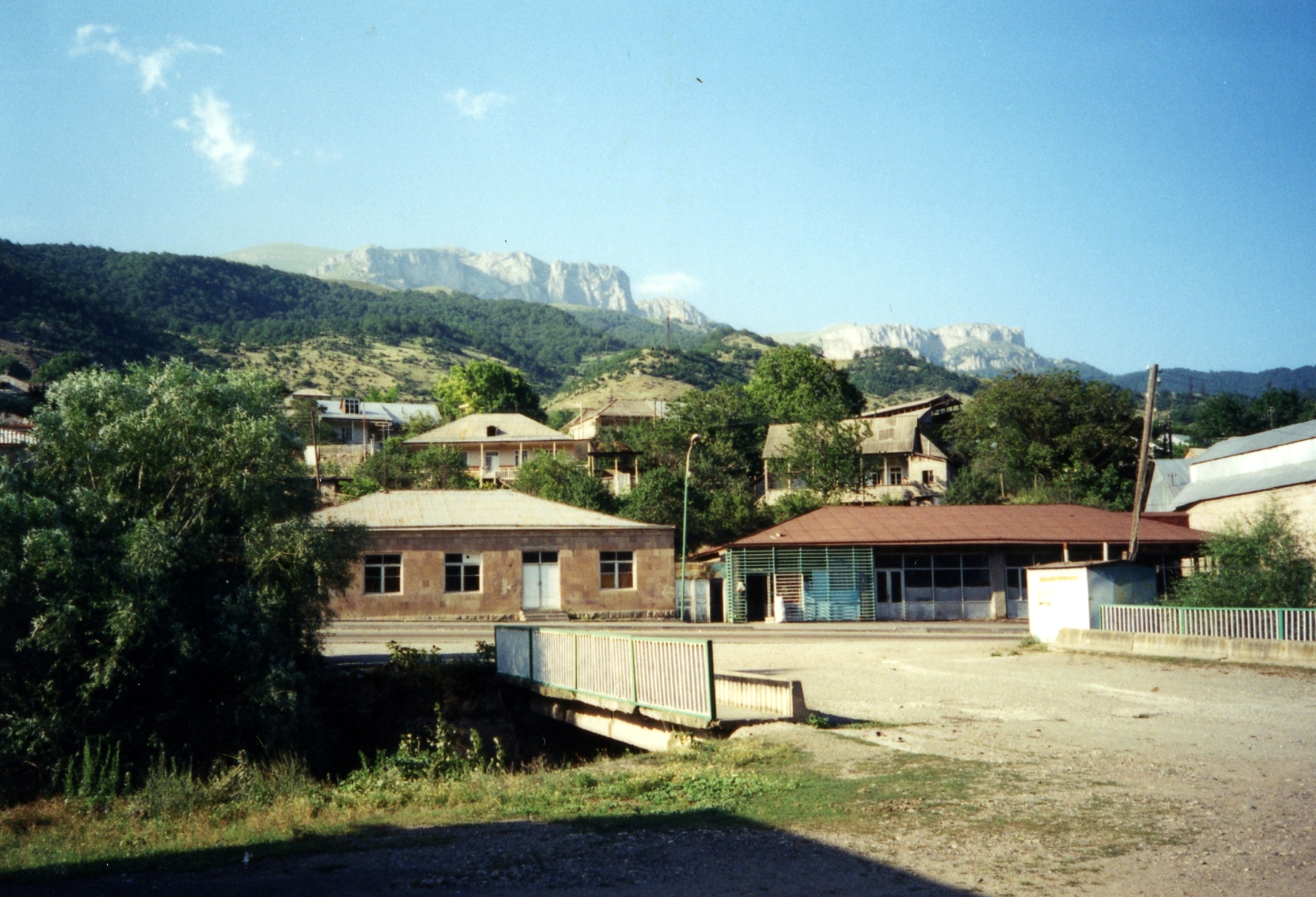
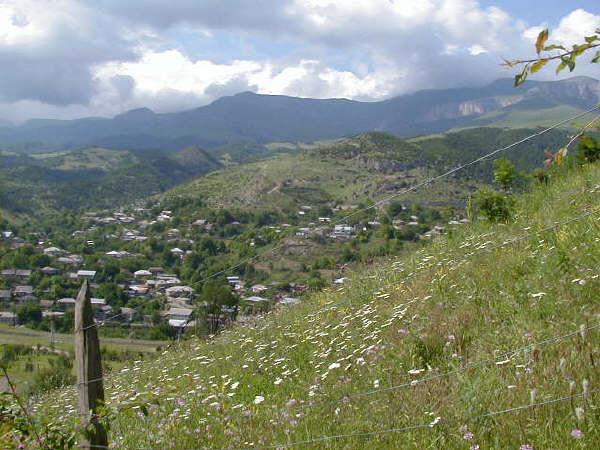
Вид на село
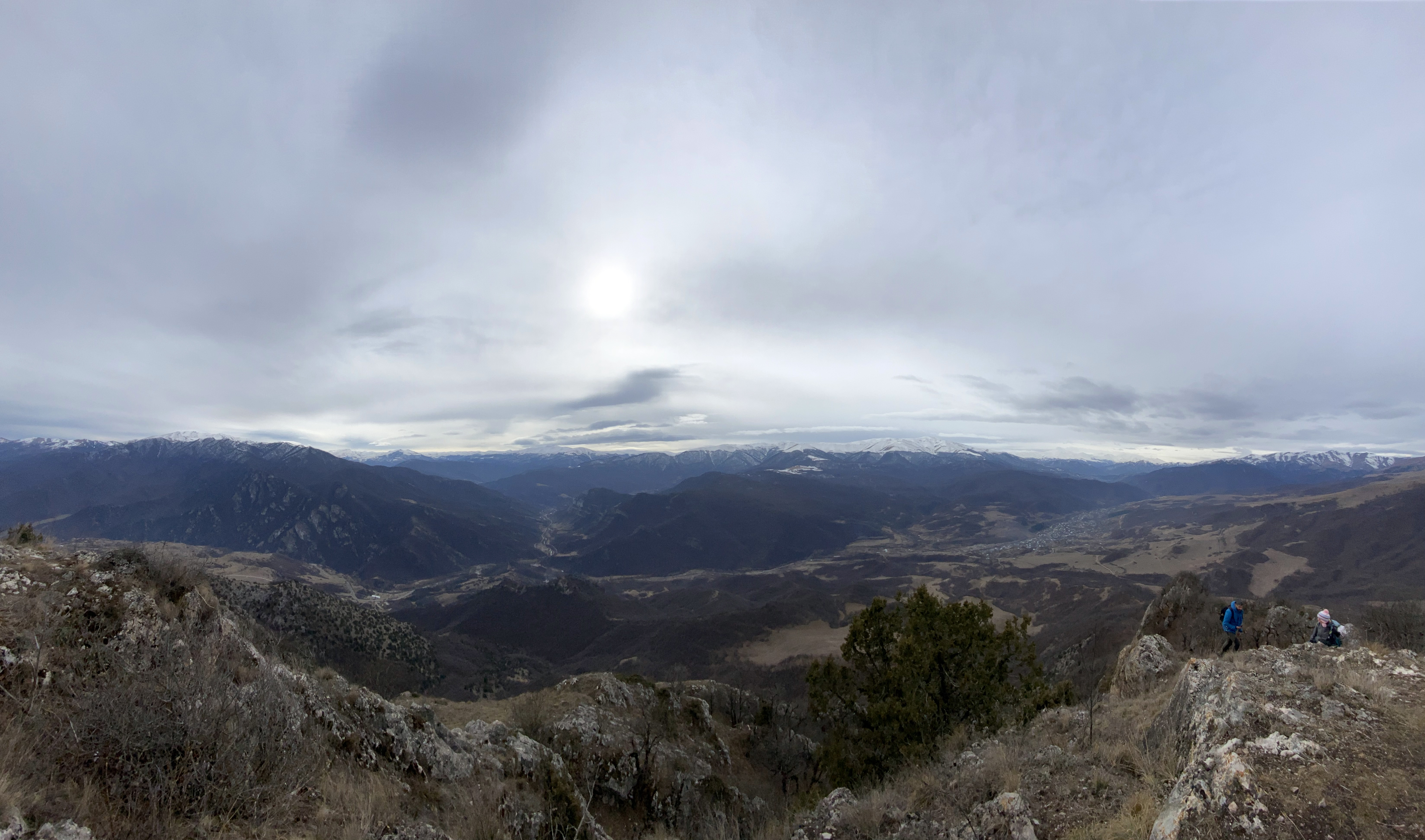
В районе села
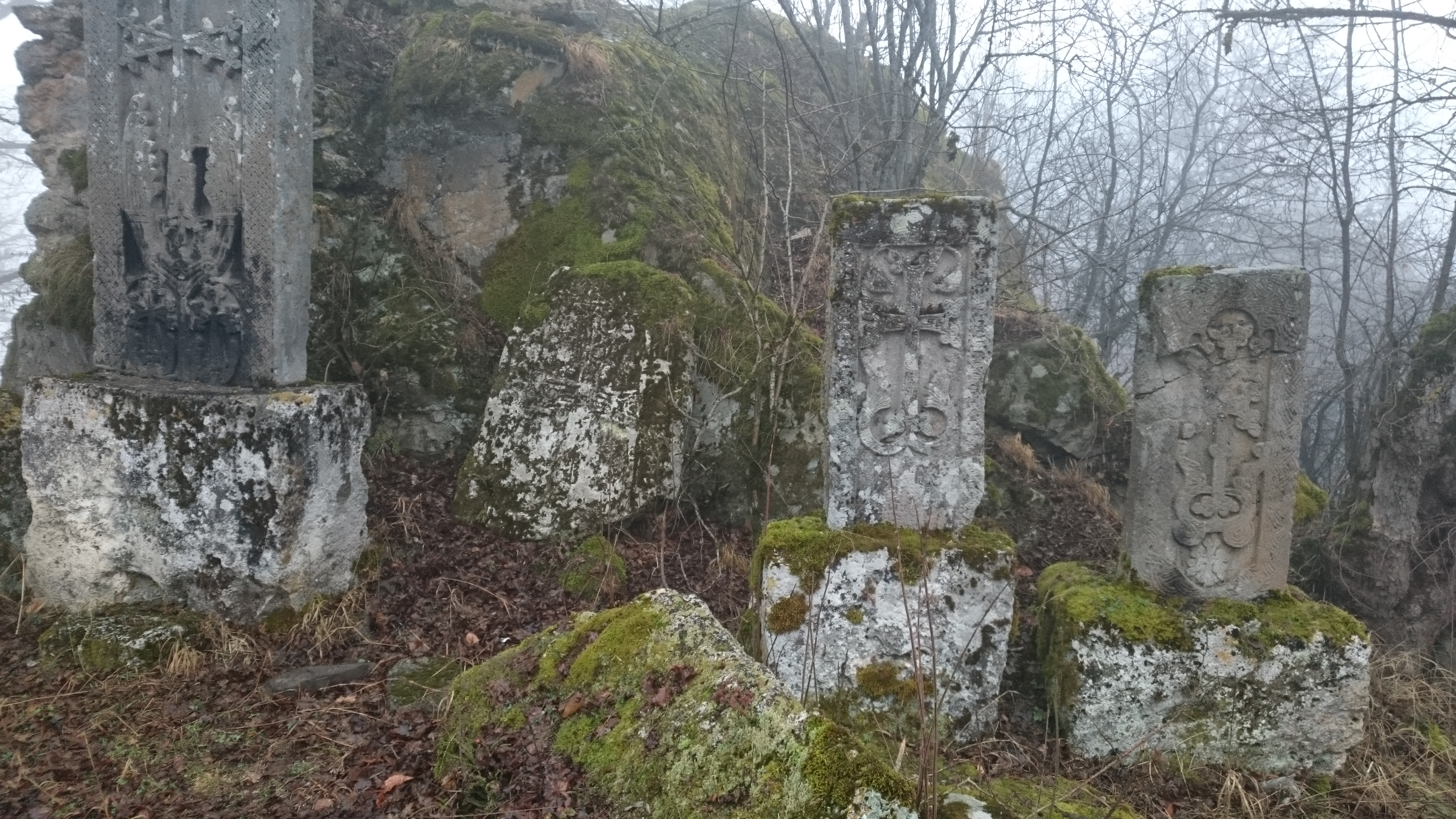
Хачкары Агарцина
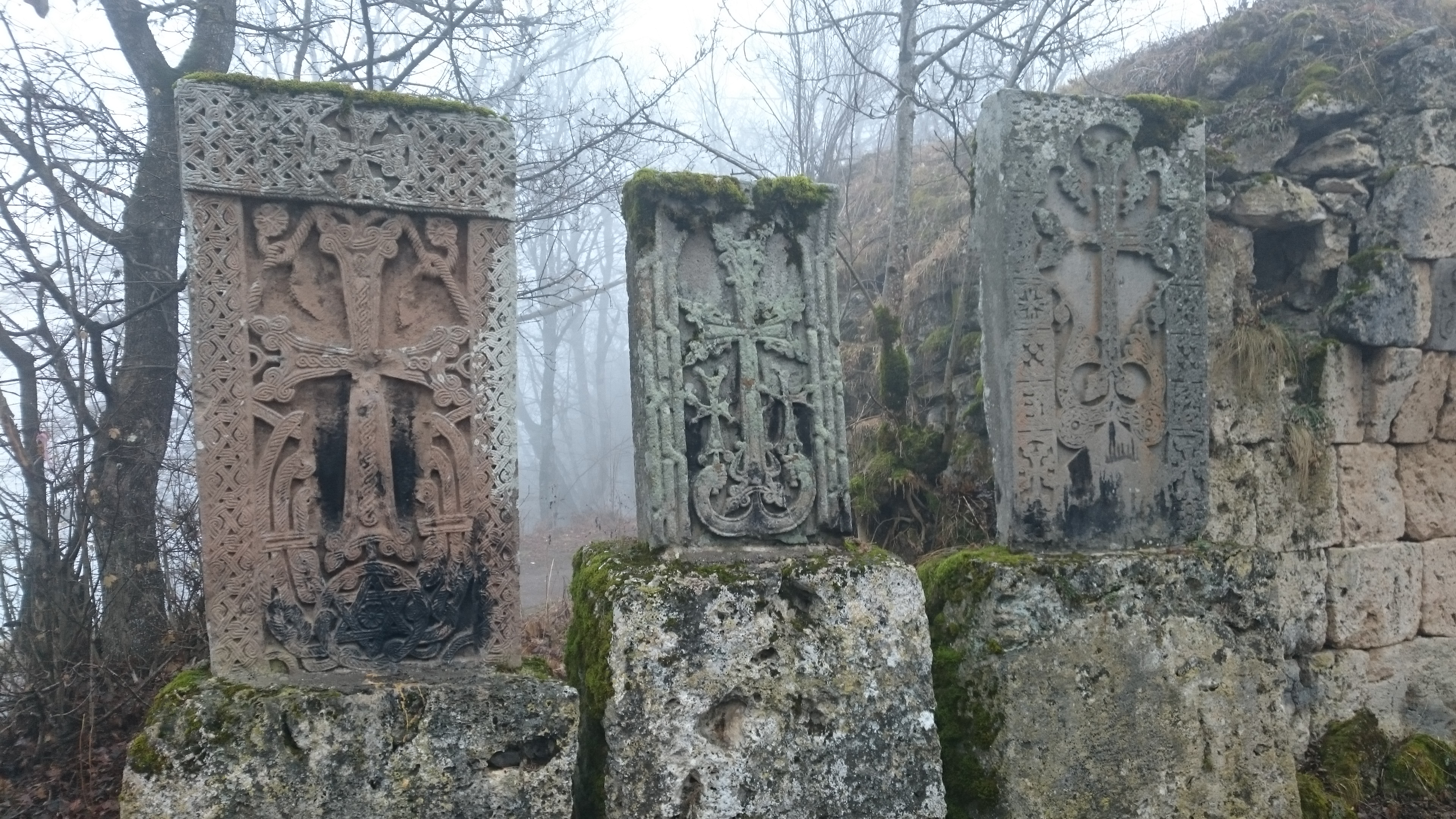
Хачкары Агарцина
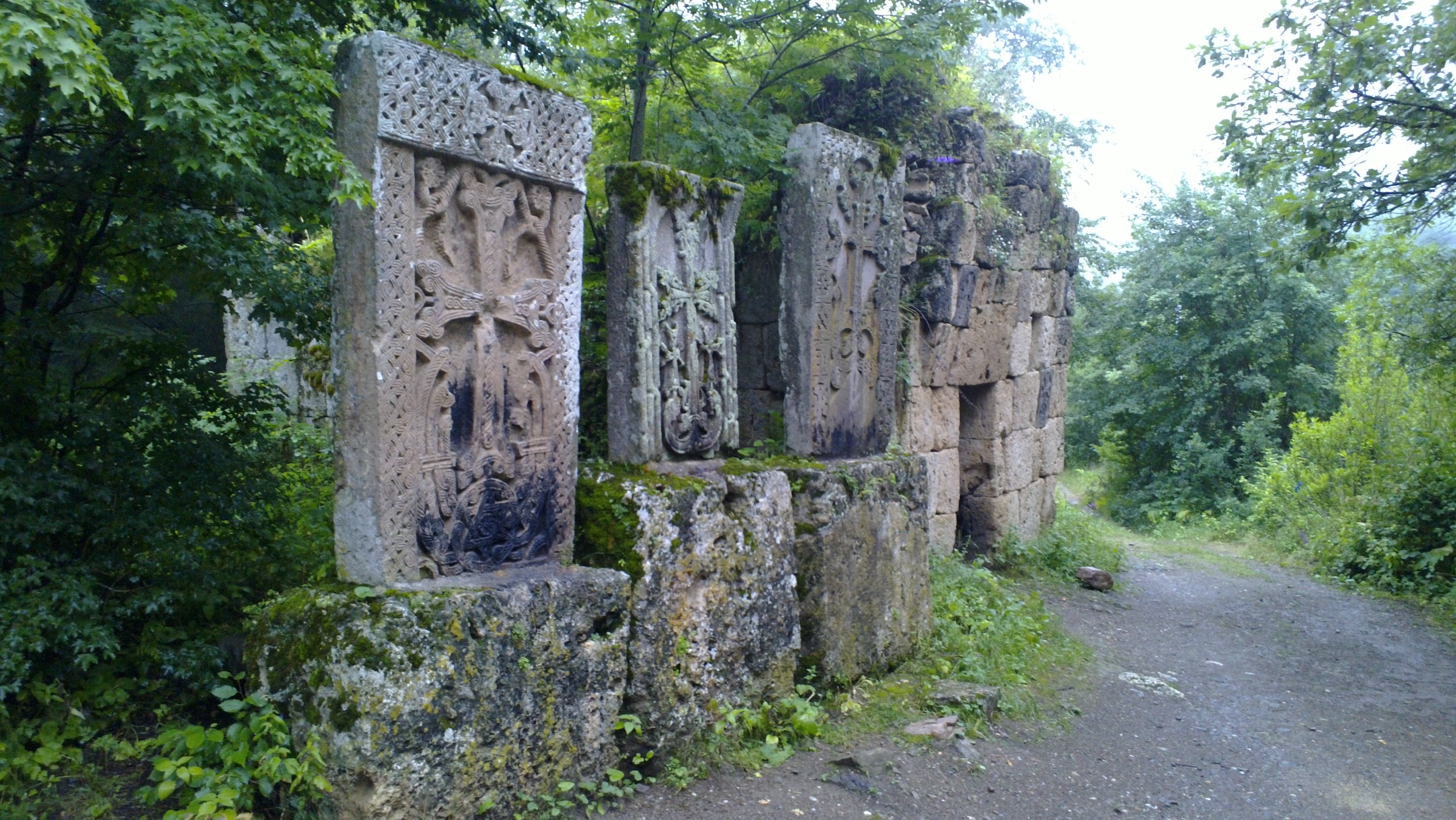
Древние хачкары
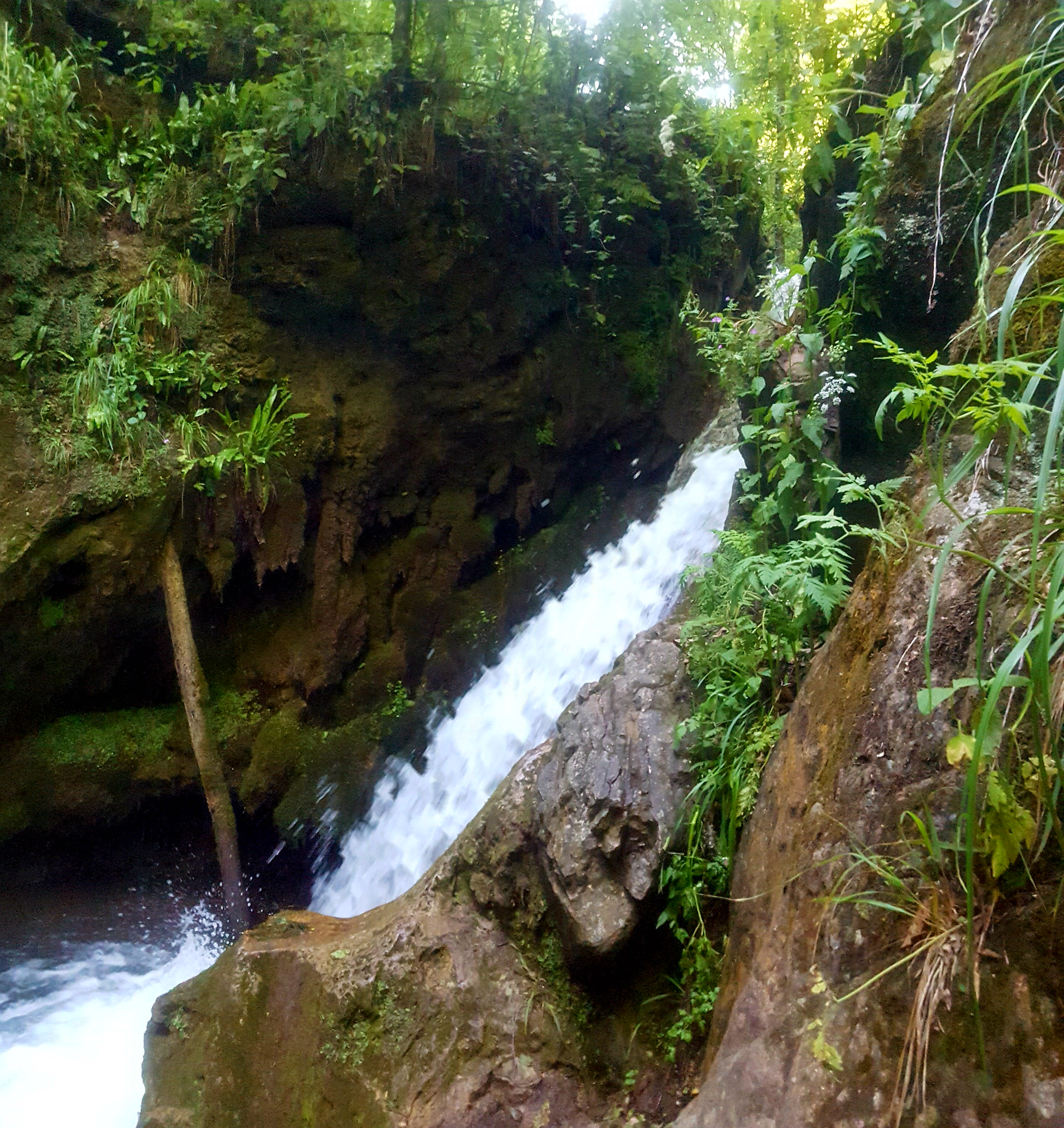
Водопад
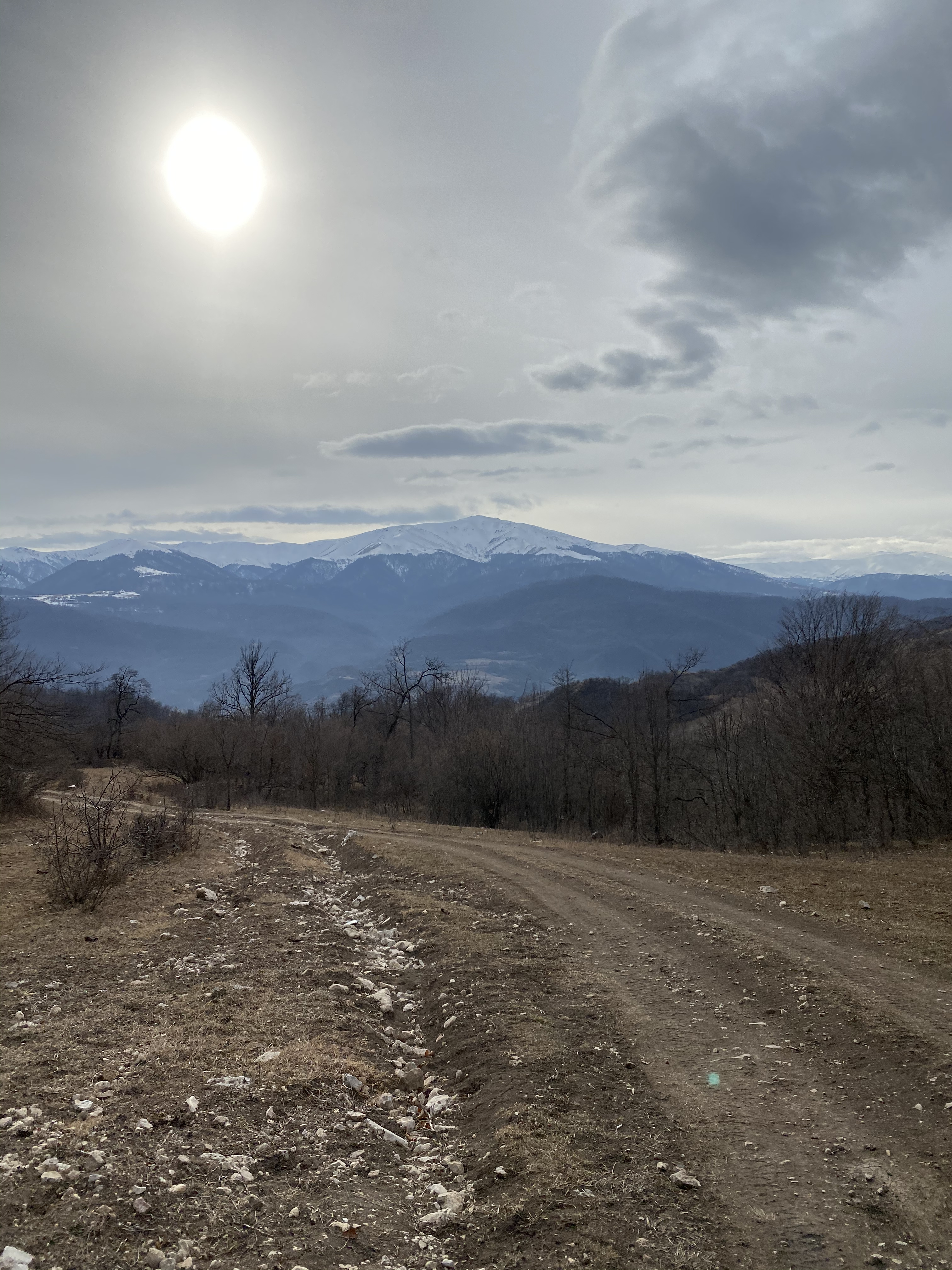
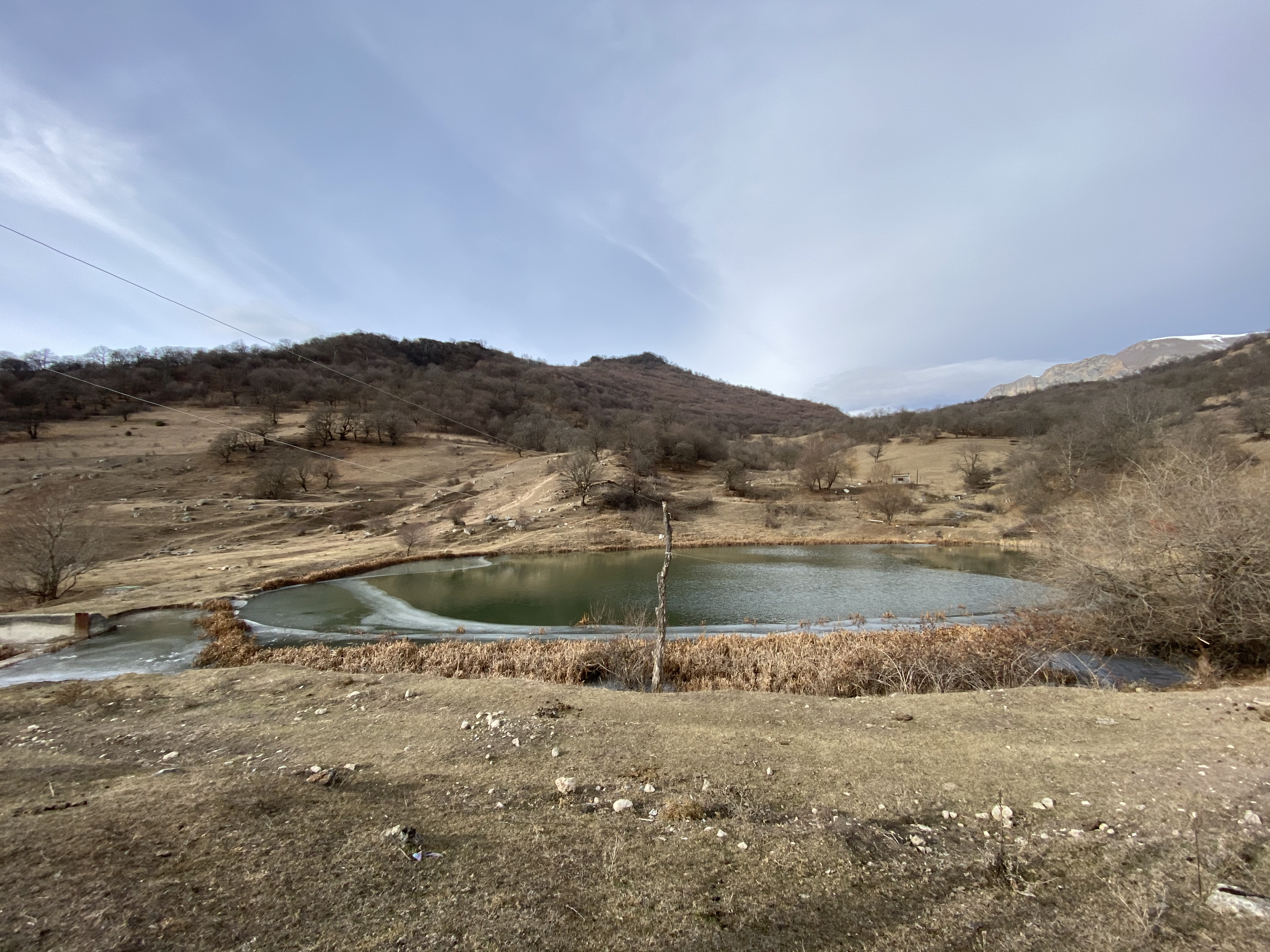